# بگونیا
بگونیا (نام علمی: Begonia)، سرده‌ای از گیاهان پایا و گلداراز تیره بگونیا است.
این گونه شامل ۱۷۹۵ گونه مختلف گیاهی است. بگونیا بومی آب و هوای نیمه‌گرمسیری و گرمسیری مرطوب است. به‌طور معمول بعضی از گونه‌ها در هوای سرد و داخل خانه‌ها به عنوان گیاه خانگی و زینتی رشد می‌کنند.

## گونه‌ها
- Begonia coccinea
- Begonia foliosa
- Begonia grandis
- Begonia obliqua

## مشکلات خاص

### قهوه ای شدن نوک برگها
دلیل: رطوبت هوا ناکافی است.

### برگهای رنگ باخته و در حال پوسیدن
احتمالاً آبیاری بیش از اندازه است.

### لکه های آرد مانند
بیماری سفیدک است. در این حالت باید گلدان را از سایر گلدانها جدا کرد، برگهای آلوده را برید و گیاه را با قارچ کش سیستمیک سمپاشی کرد. بوته را در جای گرم قرار دهید و مراقب تهویه ی آن هم باشید. رطوبت بیش از اندازه نباشد.

### لکه های قهوه ای که تغییر رنگ داده خاکستری و آردی می شوند
دلیل ابتلا به بیماری بوتریتیس است. بلافاصله گلدان را از سایر گلدانها جدا کنید و مطابق دستورالعمل بیماری سفیدک عمل کنید.

### زرد شدن برگ
دلیل: نور ناکافی، ناکافی بودن آب، بیماری بیش از حد. به دنبال نشانه های دیگر هم باشید.

### ریزش برگ
دلایل متعددی می تواند وجود داشته باشد. اگر ساقه ها نازک و دراز باشند، احتمالاً نور کم است. اگر برگها پیچ خورده و خشکیده اند، حرارت بالاست. اگر برگها پژمرده و پوسیده اند، زیاد آب دادن می تواند دلیل باشد.

### ریزش جوانه های گل
علت خشکی هوا یا ناکافی بودن آبیاری است.

## نگارخانه

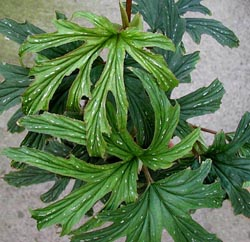
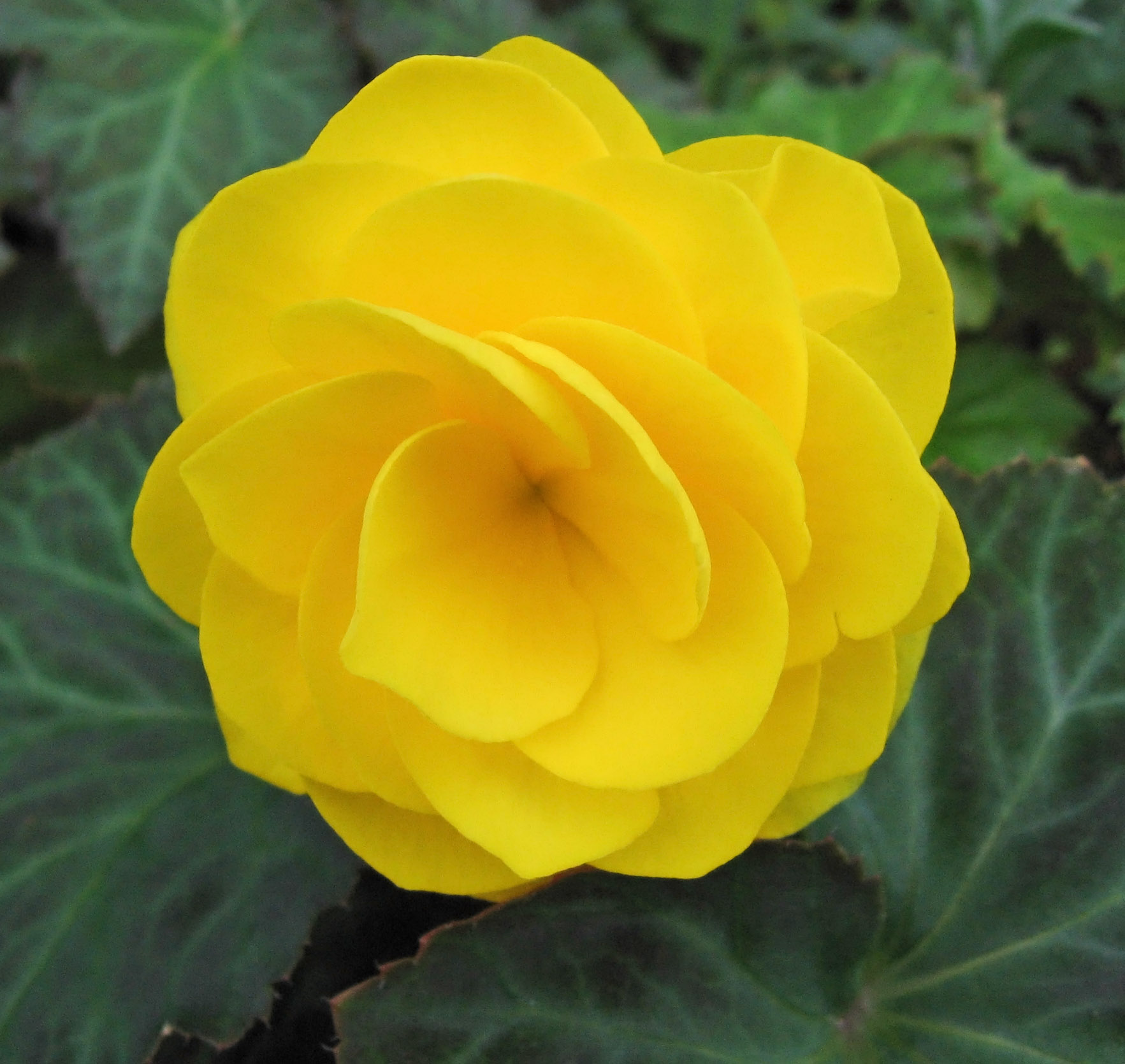
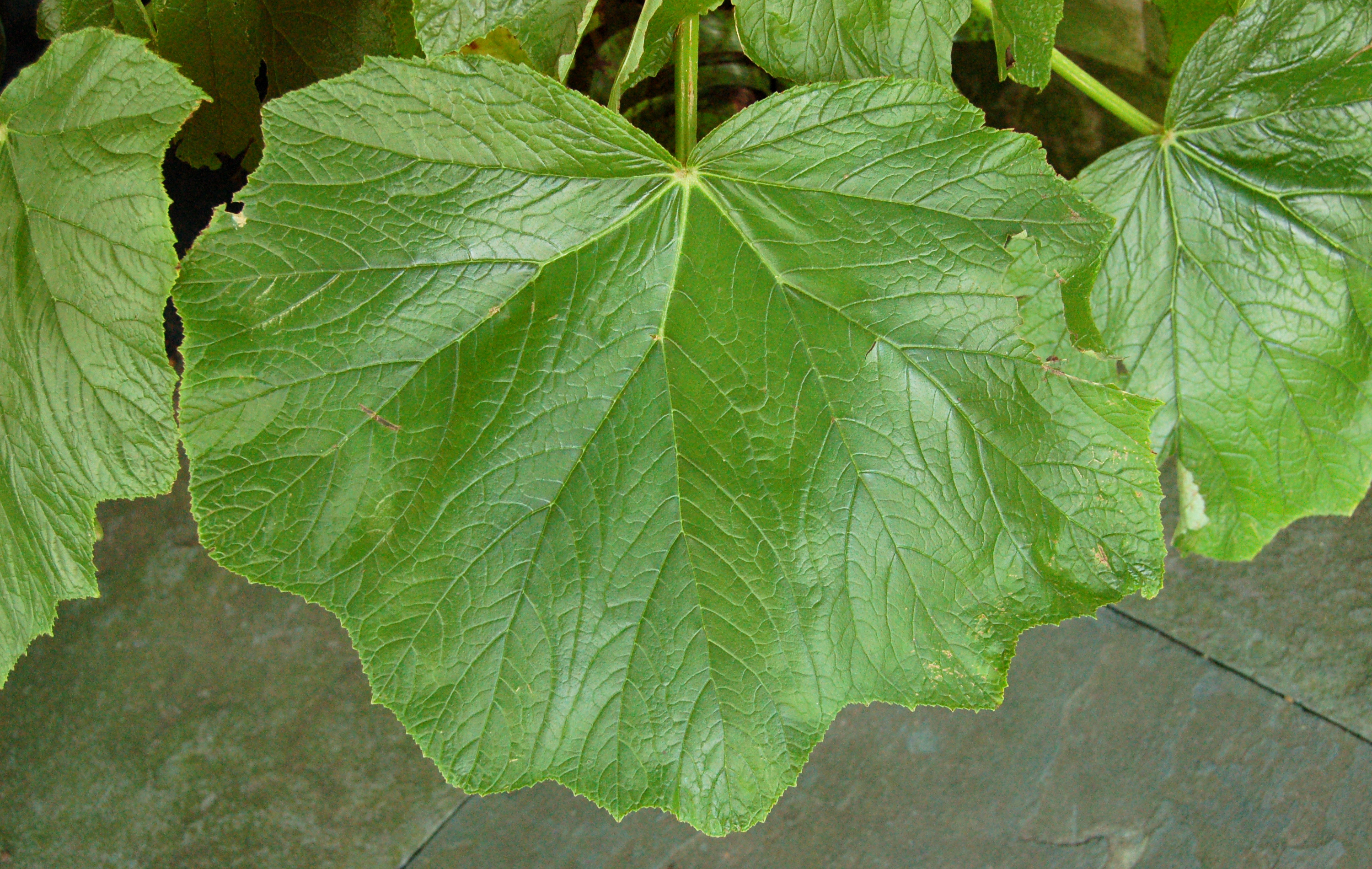
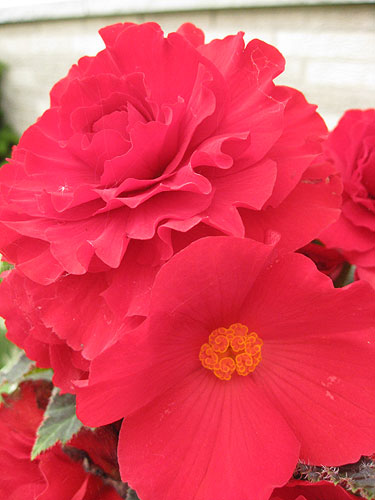
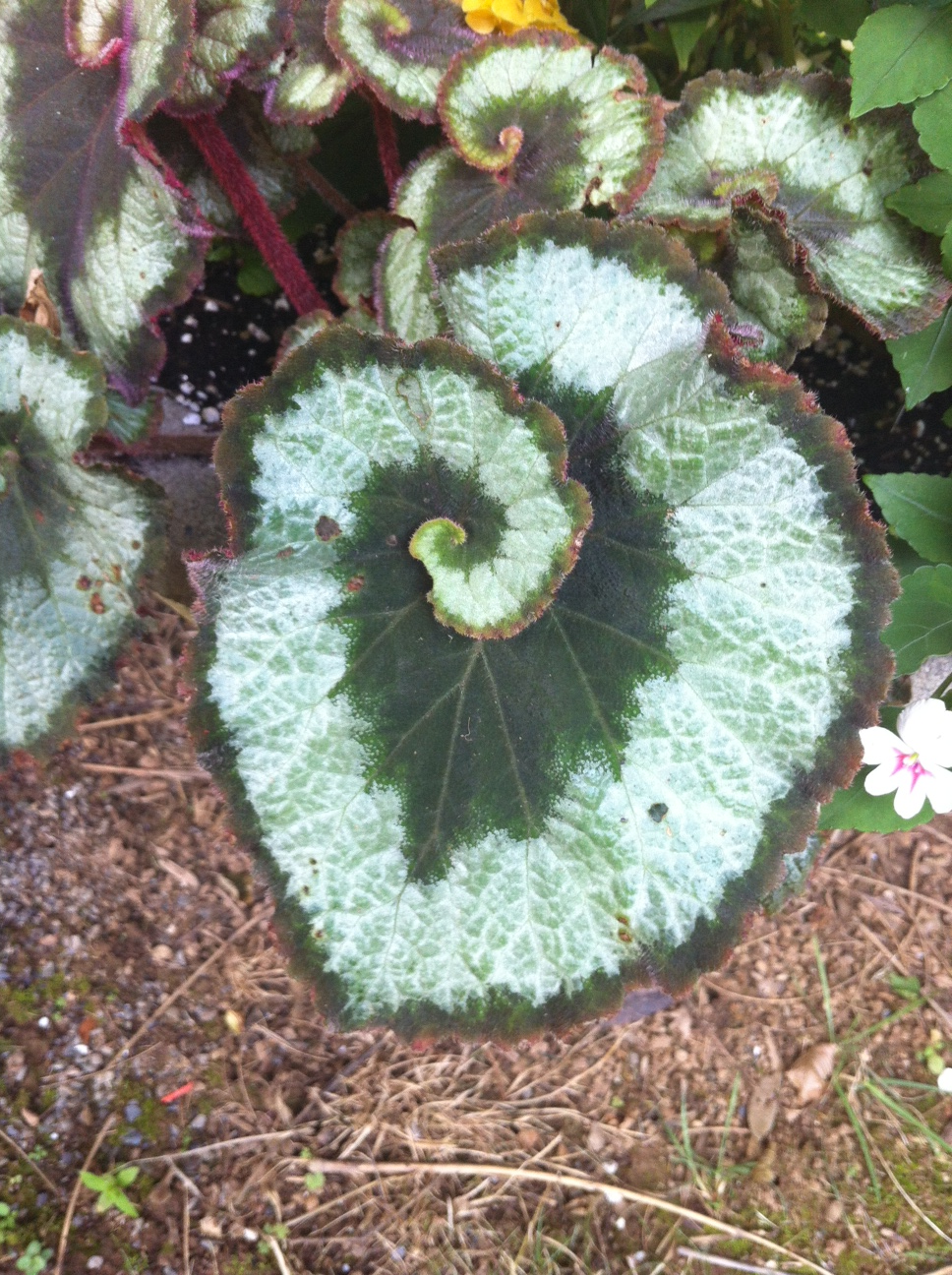
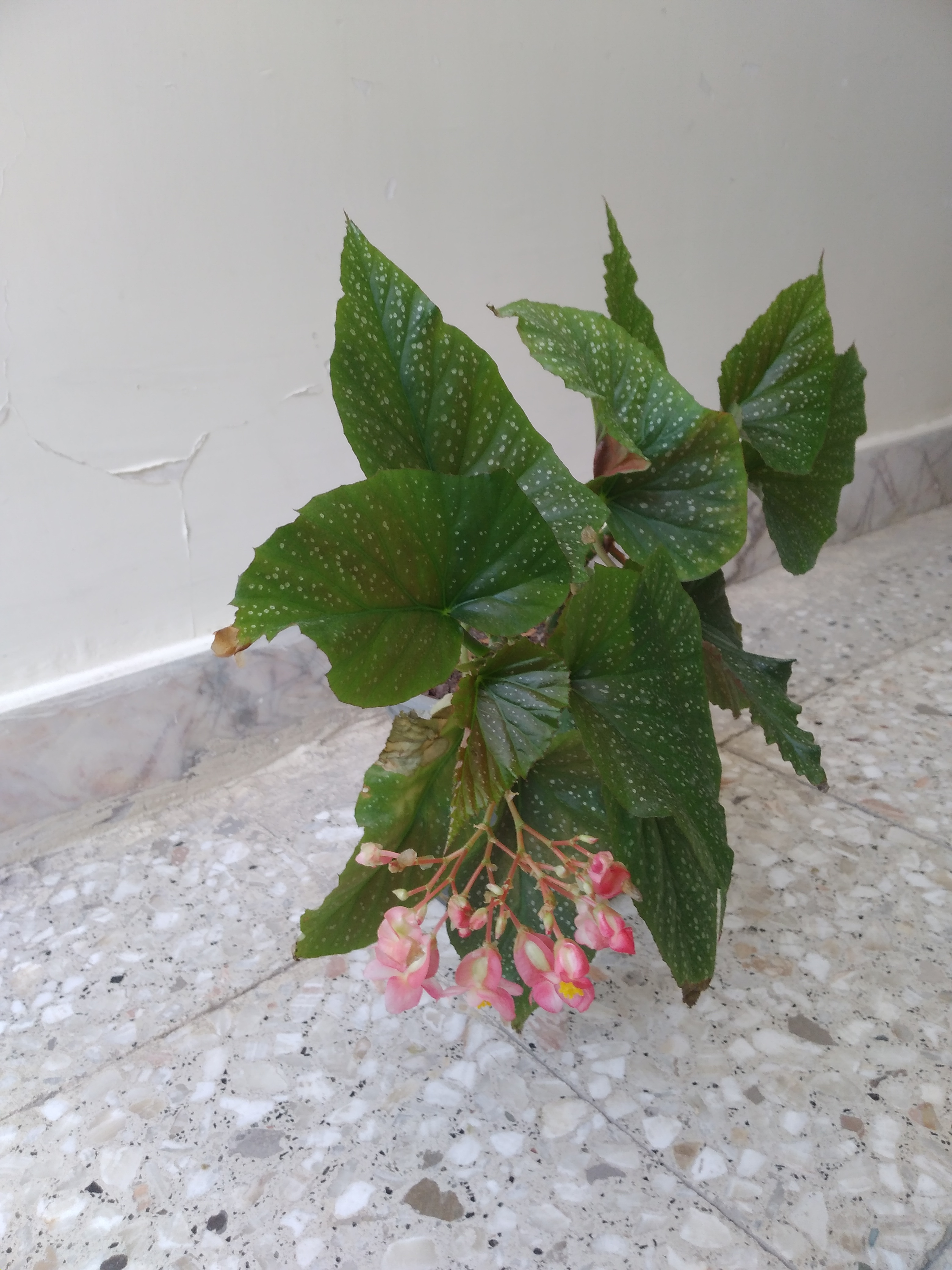
بگونیا خالدار
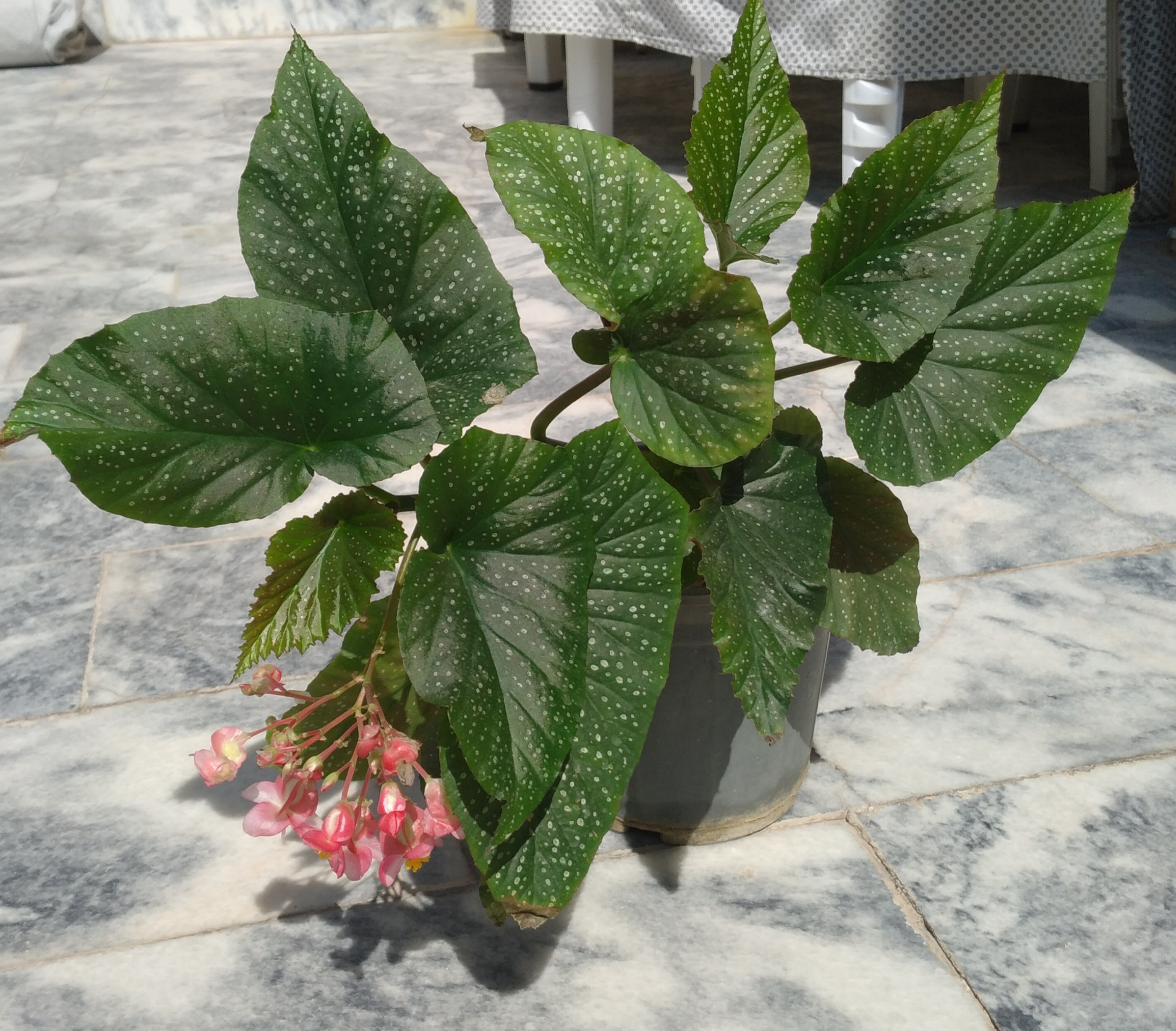
بگونیا خالدار
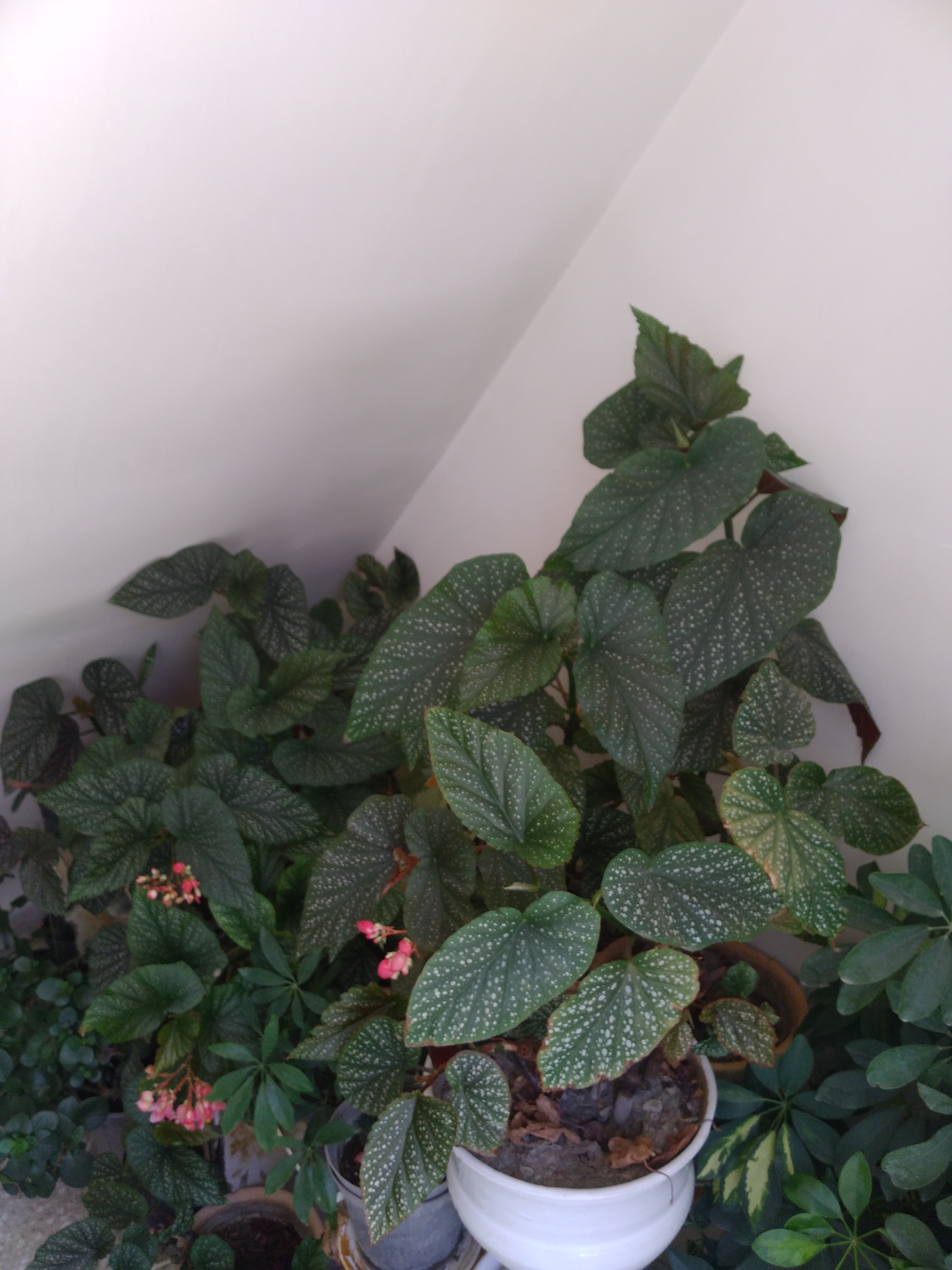
بگونیا خالدار
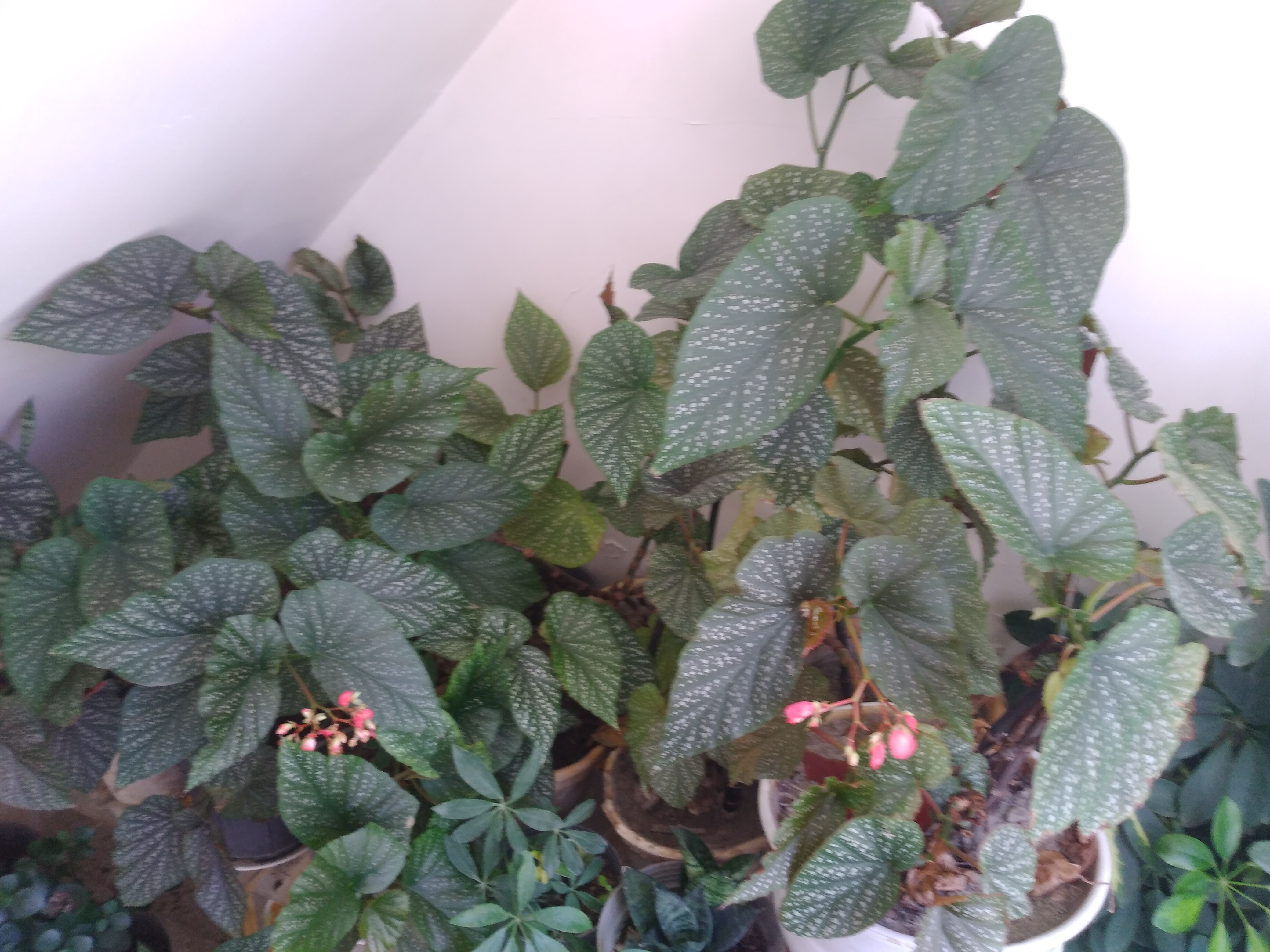
بگونیا خالدار
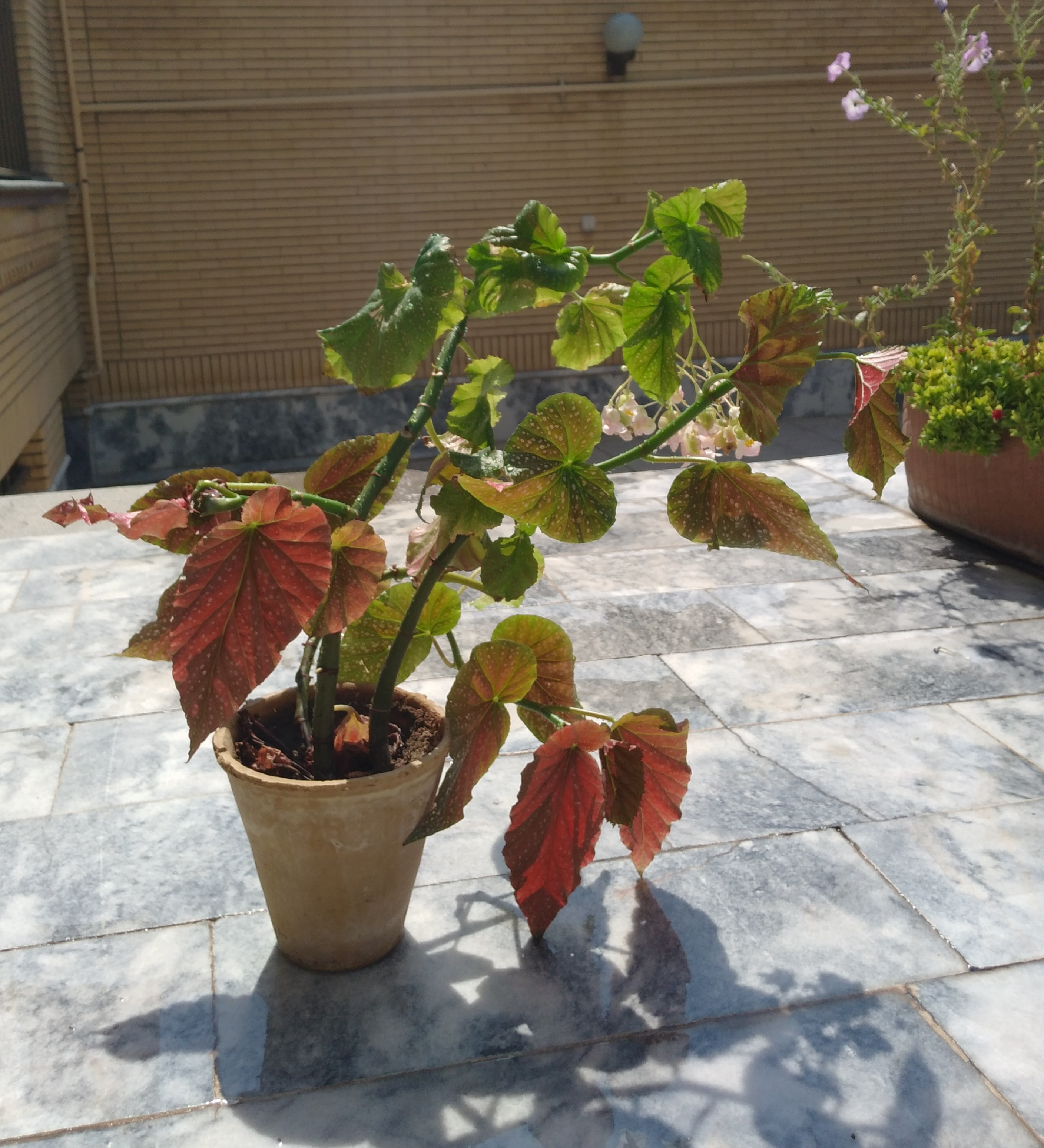
بگونیا خالدار